# Copa Panamericana de Hockey sobre césped masculino de 2004
La II Copa Panamericana de Hockey sobre césped Masculino de 2004 se celebró en London (Canadá) entre el 12 al 23 de mayo y el 2 de junio de 2004. El torneo otorgó al ganador una plaza en el mundial y al subcampeón un lugar en el repechaje mundial. 
Argentina resultó campeón tras ganarle a Canadá en la final 2-1 mientras que Chile se quedó con la medalla de bronce luego de vencer a Trinidad y Tobago 2-1. Cuba, campeón de la edición del año 2000, se retiró antes del inicio de la competencia.

## Grupos
| Grupo A        | Grupo B               |
| -------------- | --------------------- |
| Argentina      | Canadá                |
| Brasil         | Cuba (se retiró)      |
| Chile          | México                |
| Puerto Rico    | Antillas Neerlandesas |
| Estados Unidos | Trinidad y Tobago     |
| Venezuela      | Uruguay               |

## Primera fase

### Grupo A
| Equipo         | J | G | E | P | GF | GC | DG  | PTS |
| -------------- | - | - | - | - | -- | -- | --- | --- |
| Argentina      | 5 | 5 | 0 | 0 | 58 | 1  | +57 | 15  |
| Chile          | 5 | 4 | 0 | 1 | 30 | 5  | +25 | 12  |
| Estados Unidos | 5 | 3 | 0 | 2 | 31 | 10 | +21 | 9   |
| Puerto Rico    | 5 | 1 | 1 | 3 | 6  | 39 | -33 | 4   |
| Brasil         | 5 | 1 | 1 | 3 | 5  | 42 | -37 | 4   |
| Venezuela      | 5 | 0 | 0 | 5 | 5  | 38 | -33 | 0   |

- Resultados

| Fecha | Hora¹ | Partido        | Partido | Partido        | Resultado |
| ----- | ----- | -------------- | ------- | -------------- | --------- |
| 12.05 | 08:00 | Argentina      | -       | Venezuela      | 16-0      |
| 12.05 | 10:00 | Chile          | -       | Puerto Rico    | 10-0      |
| 12.05 | 12:00 | Estados Unidos | -       | Brasil         | 10-1      |
| 13.05 | 08:00 | Venezuela      | -       | Chile          | 1-6       |
| 13.05 | 10:00 | Puerto Rico    | -       | Estados Unidos | 1-11      |
| 13.05 | 12:00 | Brasil         | -       | Argentina      | 0-20      |
| 15.05 | 15:00 | Argentina      | -       | Chile          | 2-0       |
| 15.05 | 17:00 | Estados Unidos | -       | Venezuela      | 8-0       |
| 15.05 | 19:00 | Puerto Rico    | -       | Brasil         | 0-0       |
| 16.06 | 15:00 | Estados Unidos | -       | Argentina      | 1-6       |
| 16.06 | 17:00 | Chile          | -       | Brasil         | 12-1      |
| 16.06 | 19:00 | Venezuela      | -       | Puerto Rico    | 4-5       |
| 18.06 | 08:00 | Chile          | -       | Estados Unidos | 2-1       |
| 18.06 | 12:00 | Brasil         | -       | Venezuela      | 3-0       |
| 18.06 | 17:00 | Argentina      | -       | Puerto Rico    | 14-0      |

### Grupo B
| Equipo                | J | G | E | P | GF | GC | DG  | PTS |
| --------------------- | - | - | - | - | -- | -- | --- | --- |
| Canadá                | 4 | 4 | 0 | 0 | 24 | 1  | +23 | 12  |
| Trinidad y Tobago     | 4 | 3 | 0 | 1 | 18 | 7  | +11 | 9   |
| Antillas Neerlandesas | 4 | 2 | 0 | 2 | 8  | 12 | -4  | 6   |
| México                | 4 | 1 | 0 | 3 | 7  | 13 | -6  | 3   |
| Uruguay               | 4 | 0 | 0 | 4 | 1  | 25 | -24 | 0   |

- Resultados

| Fecha | Hora¹ | Partido               | Partido | Partido               | Resultado |
| ----- | ----- | --------------------- | ------- | --------------------- | --------- |
| 12.05 | 16:00 | Canadá                | -       | Trinidad y Tobago     | 3-0       |
| 12.05 | 20:00 | México                | -       | Antillas Neerlandesas | 0-2       |
| 13.05 | 18:00 | Uruguay               | -       | México                | 0-5       |
| 13.05 | 20:00 | Antillas Neerlandesas | -       | Canadá                | 1-8       |
| 15.05 | 09:00 | Antillas Neerlandesas | -       | Uruguay               | 4-0       |
| 15.05 | 11:30 | México                | -       | Trinidad y Tobago     | 2-5       |
| 16.05 | 09:00 | Trinidad y Tobago     | -       | Uruguay               | 9-1       |
| 16.05 | 12:00 | Canadá                | -       | México                | 6-0       |
| 18.05 | 10:00 | Trinidad y Tobago     | -       | Antillas Neerlandesas | 4-1       |
| 18.06 | 19:00 | Uruguay               | -       | Canadá                | 0-7       |

### Clasificación 9 al 11 puesto
| Fecha | Hora¹ | Partido   | Partido | Partido | Resultado    |
| ----- | ----- | --------- | ------- | ------- | ------------ |
| 20.05 | 18:00 | Venezuela | -       | Uruguay | 1-1 (2-3 PS) |

### 9 puesto
| Fecha | Hora¹ | Partido | Partido | Partido | Resultado    |
| ----- | ----- | ------- | ------- | ------- | ------------ |
| 22.05 | 12:00 | Brasil  | -       | Uruguay | 1-1 (2-4 PS) |

### clasificación 5 al 8 Puesto
| Fecha | Hora¹ | Partido        | Partido | Partido               | Resultado |
| ----- | ----- | -------------- | ------- | --------------------- | --------- |
| 21.05 | 10:00 | Estados Unidos | -       | México                | 0-2       |
| 21.05 | 12:30 | Puerto Rico    | -       | Antillas Neerlandesas | 2-5       |

### 7 puesto
| Fecha | Hora¹ | Partido        | Partido | Partido     | Resultado |
| ----- | ----- | -------------- | ------- | ----------- | --------- |
| 22.05 | 15:00 | Estados Unidos | -       | Puerto Rico | 11-0      |

### 5 puesto
| Fecha | Hora¹ | Partido | Partido | Partido               | Resultado |
| ----- | ----- | ------- | ------- | --------------------- | --------- |
| 22.05 | 17:30 | México  | -       | Antillas Neerlandesas | 0-2       |

## Segunda fase

### Semifinales
| Fecha | Hora¹ | Partido   | Partido | Partido           | Resultado |
| ----- | ----- | --------- | ------- | ----------------- | --------- |
| 21.05 | 15:00 | Chile     | -       | Canadá            | 2-4       |
| 21.05 | 17:30 | Argentina | -       | Trinidad y Tobago | 8-1       |

### 3 puesto
| Fecha | Hora¹ | Partido | Partido | Partido           | Resultado |
| ----- | ----- | ------- | ------- | ----------------- | --------- |
| 23.05 | 10:00 | Chile   | -       | Trinidad y Tobago | 2-1       |

### Final
| Fecha | Hora¹ | Partido | Partido | Partido   | Resultado |
| ----- | ----- | ------- | ------- | --------- | --------- |
| 23.05 | 12:30 | Canadá  | -       | Argentina | 1-2       |

| Campeón de la Copa Panamericana 2004 |
| ------------------------------------ |
| Argentina Primer Título              |

### Clasificación general
1. Argentina
2. Canadá
3. Chile
4. Trinidad y Tobago
5. Antillas Neerlandesas
6. México
7. Estados Unidos
8. Puerto Rico
9. Uruguay
10. Brasil
11. Venezuela

## Clasificados al Mundial y al Repechaje Mundial 2006
| Bandera de Argentina | Bandera de Canadá |
| Argentina            | Canadá            |
| -------------------- | ----------------- |